# Gerhard von Scharnhorst
Gerhard Johann David von Scharnhorst (Hannover, Alemania, 12 de noviembre de 1755-Praga, 28 de junio de 1813) fue un general al servicio de Prusia, jefe del Estado Mayor General Prusiano, conocido por sus escritos, sus reformas del Ejército de Prusia y su liderazgo durante las guerras napoleónicas.

## Biografía

### Primeros años
Nació en Bordenau cerca de Hannover, proveniente de una familia de agricultores. Tuvo éxito como autodidacta, fue admitido en la academia militar de Wilhelmstein y en 1778 fue asignado al servicio del Estado de Hanóver. Empleó el tiempo franco de servicio activo en mejorar su educación y sus conocimientos literarios. En 1783, fue destinado a la artillería y designado a la nueva escuela de artillería de Hanóver. Para entonces ya había fundado un periódico militar que, bajo varios nombres, sobrevivió hasta 1805. En 1788 redactó y publicó un Handbuch für Offiziere in den anwendbaren Teilen der Kriegswissenschaften ("Manual para Oficiales en las secciones aplicadas de ciencia militar"), y en 1792 también editó su Militärisches Taschenbuch für den Gebrauch im Felde ("Manual militar para el uso en el campo de batalla").
Las ganancias que obtuvo por sus publicaciones le proporcionaron los medios para sustentarse, pues tenía el grado de teniente, y la granja de Bordenau producía apenas una pequeña renta anual para mantener a su esposa (Clara Schmalz, hermana de Theodor Schmalz, primer director de la Universidad de Berlín) y a su familia.

### Campañas militares
La primera campaña militar en la que participó fue en 1793 en los Países Bajos, en la cual sirvió con distinción bajo el mando del Duque de York. En 1794 tomó parte en la defensa de Menin y conmemoró la fuga de la guarnición en Verteidigung der Stadt Menin ("Defensa de la ciudad de Menin") (Hannover, 1803) que, junto a Die Ursachen des Glücks der Franzosen im Revolutionskrieg ("Los motivos de la buena suerte de los franceses en la guerra revolucionaria"), fue su obra más famosa. Poco después fue ascendido a mayor y entró al Estado Mayor del contingente de Hannover.
Después de la Paz de Basilea del 5 de marzo de 1795, Scharnhorst regresó a Hannover. Se había vuelto tan famoso en los ejércitos de varios estados alemanes que recibió numerosas invitaciones para prestar sus servicios. Esto lo indujo a emplearse con el Rey Federico Guillermo III de Prusia, quien le concedió un título nobiliario, el grado de teniente coronel y un sueldo doble del que recibía en Hannover en 1801. La Academia de Guerra de Berlín lo empleó en la importante actividad de instrucción; entre sus pupilos se encontraba Carl von Clausewitz. Así mismo fundó la Sociedad militar berlinesa. 
En las movilizaciones y en las medidas precautorias que marcaron los años de 1804 y 1805, así como en la guerra de 1806 que le siguió, Scharnhorst actuó como Jefe del Estado Mayor General (Teniente-Comisario) del Duque de Brunswick, recibiendo una herida superficial en la Batalla de Auerstädt (14 de octubre de 1806), donde se distinguió por su inflexible decisión durante la retirada del ejército prusiano. Actuó con Gebhard Leberecht von Blücher en las últimas fases de la desastrosa campaña, sufrió con él la prisión después de capitular en la batalla de Lübeck (7 de noviembre de 1806) y, luego de ser intercambiado por otro prisionero, tomó parte relevante y decisiva en la guía de los contingentes de prisioneros de L'Estocq que servían al Imperio ruso. Por sus servicios en la Batalla de Eylau (febrero de 1807), recibió la más importante decoración militar prusiana, la Pour le Mérite.

### Reforma del ejército prusiano

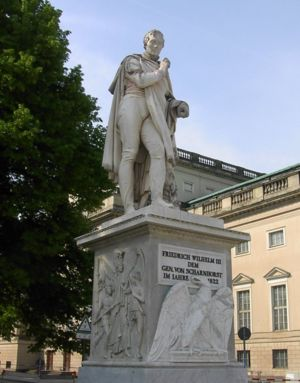
Estatua de Gerhard von Scharnhorst, Unter den Linden, Berlín.

Se había hecho palmario que la habilidad de Scharnhorst superaba a las de los mejores oficiales del Estado Mayor. Educado en las tradiciones de la guerra de los Siete Años, había abandonado gradualmente las anticuadas concepciones relativas a las ciencias militares y había entendido que sólo un ejército "nacional" y una política de batallas decisivas habrían podido dar respuestas a la situación política y estratégica que surgieron con la Revolución francesa. Con pasos lentos y ponderados transformó al ejército profesional, humillado en la Batalla de Jena (1806), en un ejército nacional basado en la leva universal. Consiguió el ascenso a mayor general pocos días después de la Paz de Tilsit (julio de 1807) y se convirtió en el jefe de una comisión reformadora que reunía lo mejor de los oficiales más jóvenes, como August von Gneisenau, Karl Wilhelm Georg von Grolmann y Hermann von Boyen. El mismo Stein era un miembro de la comisión y garantizó a Scharnhorst el libre acceso ante el Rey Federico Guillermo III, asegurándole al mismo tiempo el nombramiento de general ayudante de campo. Pero Napoleón comenzó súbitamente a sospechar, y Federico Guillermo tuvo que suspender o cancelar varias veces las reformas recomendadas.
En 1809, la guerra entre Francia y Austria fomentó esperanzas prematuras entre las formaciones patrióticas, las cuales fueron percibidas por Napoleón. Por intervención directa de Napoleón, Scharnhorst eludió el decreto del 26 de septiembre de 1810, que exigía a todos los extranjeros que dejaran inmediatamente el servicio en Prusia, pero cuando Francia forzó a Prusia en 1811 y 1812 a una alianza contra Rusia y Prusia tenía que destinar un ejército auxiliar para servir a Napoleón, Scharnhorst abandonó Berlín con un permiso indefinido. Al jubilarse escribió y publicó un trabajo sobre las armas de fuego, Über die Wirkung des Feuergewehrs (1813). Pero la retirada francesa en Moscú en 1812 hizo resonar la necesidad de que el nuevo ejército nacional de Prusia volviera a tomar las armas.

### Última campaña militar
Scharnhorst fue llamado al Cuartel General del Rey, donde rechazó un puesto de grado más elevado, pero fue nombrado jefe del Estado Mayor de Blücher, que tenía plena confianza en su vigor. El príncipe ruso Wittgenstein estuvo tan impresionado por Scharnhorst que pidió le fuese asignado temporalmente como su jefe de Estado Mayor, lo que Blücher consintió. En la primera batalla en Lützen o Gross-Gotschen (2 de mayo de 1813), Prusia sufrió una derrota, pero fue una derrota muy diferente de las que Napoleón había infligido hasta el momento. 
Los franceses no lograron perseguir a los vencidos, así que la victoria no se completó. En esta batalla Scharnhorst recibió una herida en el pie, que no era grave, pero que de súbito se volvió mortal a consecuencia de las fatigas de la retirada tras la Batalla de Dresde, y murió el 28 de junio de 1813 en Praga, donde se había detenido para negociar con Carlos Felipe de Schwarzenberg y Joseph Radetzky Radetz a causa de la intervención armada de Austria. Poco antes de morir fue ascendido a teniente general. 

## Legado
Federico Guillermo III ordenó erigir en Berlín una estatua a su memoria, esculpida por Christian Daniel Rauch.
Llevan su nombre numerosos navíos alemanes, incluido el crucero acorazado de la Primera Guerra Mundial SMS Scharnhorst, el acorazado de la Segunda Guerra Mundial Scharnhorst (1936) y una fragata de postguerra, así como un distrito de la ciudad de Dortmund.